# Nick Tritton
Nicholas Tritton (* 20. července 1984 Guelph) je bývalý kanadský zápasník – judista a grappler.

## Sportovní kariéra
S judem začínal v 10 letech v Lanarku na základní škole v kroužku. Na střední škole kombinoval tréninky juda s olympijským zápasem. První vážnější judistickou přípravu podstoupil v 17 letech v Ottawě v dojo rodiny Takahashi. Jako talentovaného sportovce si ho záhy trenér Hiroshi Nakamura stáhnul do sportovního tréninkové centra Shidokan v Montréalu. V kanadské mužské reprezentaci se pohyboval od roku 2004 v lehké váze do 73 kg. V roce 2008 se kvalifikoval na olympijské hry v Pekingu, kde prohrál v prodloužení úvodního kola na body (juko) s Portugalcem João Pinou. V roce 2012 se kvalifikoval na olympijské hry v Londýně, ale podobně jako před čtyřmi lety nepřešel přes úvodní kolo. Prohrál po dvou napomenutích (šido) na juko s Uzbekem Navroʻzem Joʻraqobilovem. Vzápětí se rozloučil s kanadskou judistickou reprezentací. V roce 2014 reprezentoval Kanadu v příbuzném sportu sambo na mistrovství světa v japonské Naritě a obsadil dělené 7. místo.

### Vítězství na mezinárodních turnajích
- 2010 – 1x světový pohár (Miami)

## Výsledky
| Turnaj                  | 2002       | 2003       | 2004       | 2005       | 2006       | 2007       | 2008       | 2009       | 2010       | 2011       | 2012       |
| Turnaj                  | 18         | 19         | 20         | 21         | 22         | 23         | 24         | 25         | 26         | 27         | 28         |
| Turnaj                  | lehká váha | lehká váha | lehká váha | lehká váha | lehká váha | lehká váha | lehká váha | lehká váha | lehká váha | lehká váha | lehká váha |
| ----------------------- | ---------- | ---------- | ---------- | ---------- | ---------- | ---------- | ---------- | ---------- | ---------- | ---------- | ---------- |
| Olympijské hry          |            |            | —          |            |            |            | úč.        |            |            |            | úč.        |
| Mistrovství světa       |            | —          |            | úč.        |            | úč.        |            | úč.        | úč.        | úč.        |            |
| Panamerické hry         |            | —          |            |            |            | 3.         |            |            |            | 3.         |            |
| Panamerické mistrovství | —          | —          | 7.         | 5.         | úč.        | 3.         | 3.         | 2.         | 1.         | 3.         | —          |
| MS juniorů              | úč.        |            |            |            |            |            |            |            |            |            |            |